# Вулиця Наталії Лотоцької
Ву́лиця Ната́лії Лото́цької — вулиця в Голосіївському районі міста Києва, місцевість Ширма. Пролягає від проспекту Валерія Лобановського (двічі, утворюючи півколо; друге прилучення — пішохідне).
Прилучається провулок Наталії Лотоцької.

## Історія
Вулиця виникла в 30-х роках XX століття під назвою Пролетарська або Пролетарська-Совська. У 1941–1943 роках мала назву Ставкова. 1944 року було підтверджено назву Пролетарська вулиця.
Сучасна назва на честь української акторки, народної артистки України Наталії Лотоцької — з травня 2023 року.
До початку 1960-х років вулиця простягалася до вулиці Каменярів, тоді ж була скорочена до сучасних меж.